# Bora Milutinović
Velibor "Bora" Milutinović (* 7. září 1944 Bajina Bašta) je bývalý srbský fotbalista a fotbalový trenér.
Společně s Brazilcem Perreirou je jediným trenérem, který vedl pět různých reprezentací na mistrovství světa, z toho čtyřikrát se mu podařilo postoupit ze základní skupiny.
- MS 1986  Mexiko
- MS 1990  Kostarika
- MS 1994  USA
- MS 1998  Nigérie
- MS 2002  Čína

## Osobní život
Byl nejmladším z proslulé bratrské trojice. Jeho bratři nastupovali společně za Partizan Bělehrad. Nejstarší Miloš později trénoval mimo jiné turecký Beşiktaş nebo národní tým Jugoslávie, za který, jako jediný z bratrů nastoupil ve třiatřiceti mezistátních utkáních také jako hráč. Naproti tomu Milorad, ačkoli byl součástí národního týmu na MS 1958, k žádnému reprezentačnímu zápasu nenastoupil. Jejich otec byl zabit ve druhé světové válce, zatímco matka krátce po skončení války zemřela na tuberkulózu.